# Telomere

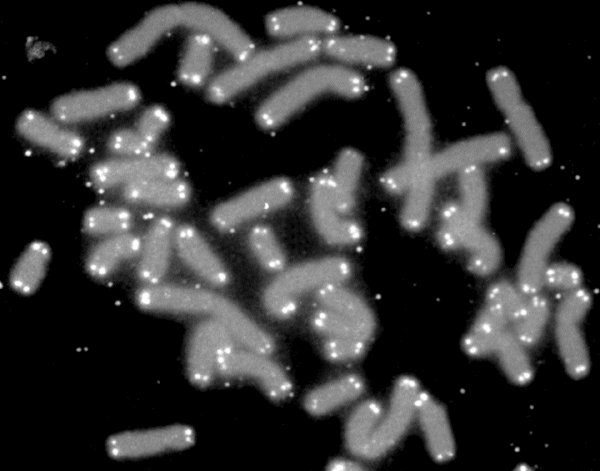
Hình 1: Bộ nhiễm sắc thể người chụp dưới kính hiển vi huỳnh quang với các "mũ" telomere phản quang (điểm màu sáng).

Telomere là những trình tự lặp lại của DNA ở các đầu mút của nhiễm sắc thể (hình 1).
Khái niệm này mượn từ nguyên gốc tiếng Anh (phát âm Quốc tế: //ˈtēləˌmi(ə)r/, tiếng Việt: tê-lô-me), là thuật ngữ do Elizabeth Blackburn (giải Nobel 2009) đề xuất năm 1978 hồi bà làm việc ở phòng thí nghiệm Gall tại Yale (Gall's lab at Yale) và đã được công nhận trong giới khoa học thế giới.

## Khái niệm chung
Tên của thuật ngữ mà Blackburn đặt bắt nguồn từ những danh từ Hy Lạp telos (τέλος) 'kết thúc' và merοs (μέρος, root: μερ-) ghép lại.
Mặc dù cũng được cấu thành từ các đơn phân nucleotide, nhưng telomere không mã hóa  protein và mỗi telomere gồm nhiều đoạn nucleotide lặp lại. Chẳng hạn, ở động vật có xương sống, trình tự lặp lại này là TTAGGG.
Khi sao chép nhiễm sắc thể, hệ enzym nhân đôi DNA mà chủ yếu là DNA pôlymêraza không thể nhân đôi toàn bộ chiều dài của phân tử này từ đầu đến cuối của một nhiễm sắc thể,  bởi vì sự tổng hợp gián đoạn ở mạch muộn cần sự gắn kết các đoạn Okazaki đòi hỏi mồi gắn, nên mỗi lần nhân đôi thì DNA trong nhiễm sắc thể bị rút ngắn đi một chút (hình 2).
Ở những thanh niên, mỗi telomere có kích thước khoảng từ 8.000 đến 10.000 phân tử. Nhưng vì lý do trên, mà sau nhiều lần nhân đôi thì "đầu mút" này ngắn đi đáng kể và cuối cùng có thể mất khả năng bảo vệ DNA khỏi quá trình phân giải và đột biến, khiến con người lão hoá nhanh hơn và phát sinh một số bệnh tật.

Hình 2: Sau mỗi lần nhân đôi, DNA trong nhiễm sắc thể lại bị ngắn đi.

## Chức năng

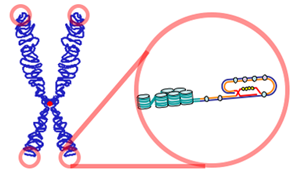
Hình 3: Một "kẹp tóc" ở tận cùng phân tử DNA trong telomere.

- Telomere bảo vệ các nhiễm sắc thể trong quá trình phân bào, giữ cho các nhiễm sắc thể không dính vào nhau.[3]
- Đoạn có telomere còn chứa trình tự khởi đầu nhân đôi của DNA trong nhiễm sắc thể, nhờ đó nhiễm sắc thể mới tự nhân đôi góp phần quan trong trong phân bào.[4]
- Giúp tế bào phân chia mà không làm mất gen. Nếu không có telomere, những gen cấu trúc quy định những tính trạng của cơ thể sẽ bị rút ngắn dần sau mỗi lần phân bào.
- Giữ cho các nhiễm sắc thể không bị dung hợp với nhau hoặc tự dung hợp ở những vị trí tận cùng. Chức năng này có được do sự hình thành cấu trúc kẹp tóc trong telomere: phần DNA tận cùng cuộn xắn lại, giúp cho những phần DNA mạch đơn không thể kết cặp bổ sung một cách ngẫu nhiên với nhau (hình 3).
- Khi đầu tận cùng của nhiễm sắc thể mất telomere, tế bào sẽ nhận diện đầu tận cùng có vẻ như bị sai hỏng (không có sự lặp lại của trình tự TTAGGG) và tiến hành các hoạt động sửa sai phần mà thực ra không có sự sai sót nào. Kết quả có thể làm dừng quá trình tự nhân đôi, thậm chí gây chết.
- Một số bệnh di truyền là do những khuyết tật của enzyme telomerase – enzyme dảm trách việc tổng hợp kéo dài đoạn telomere, duy trì tuổi thọ của các tế bào có sự tồn tại của enzyme này.